# 500 miles d'Indianapolis 1964

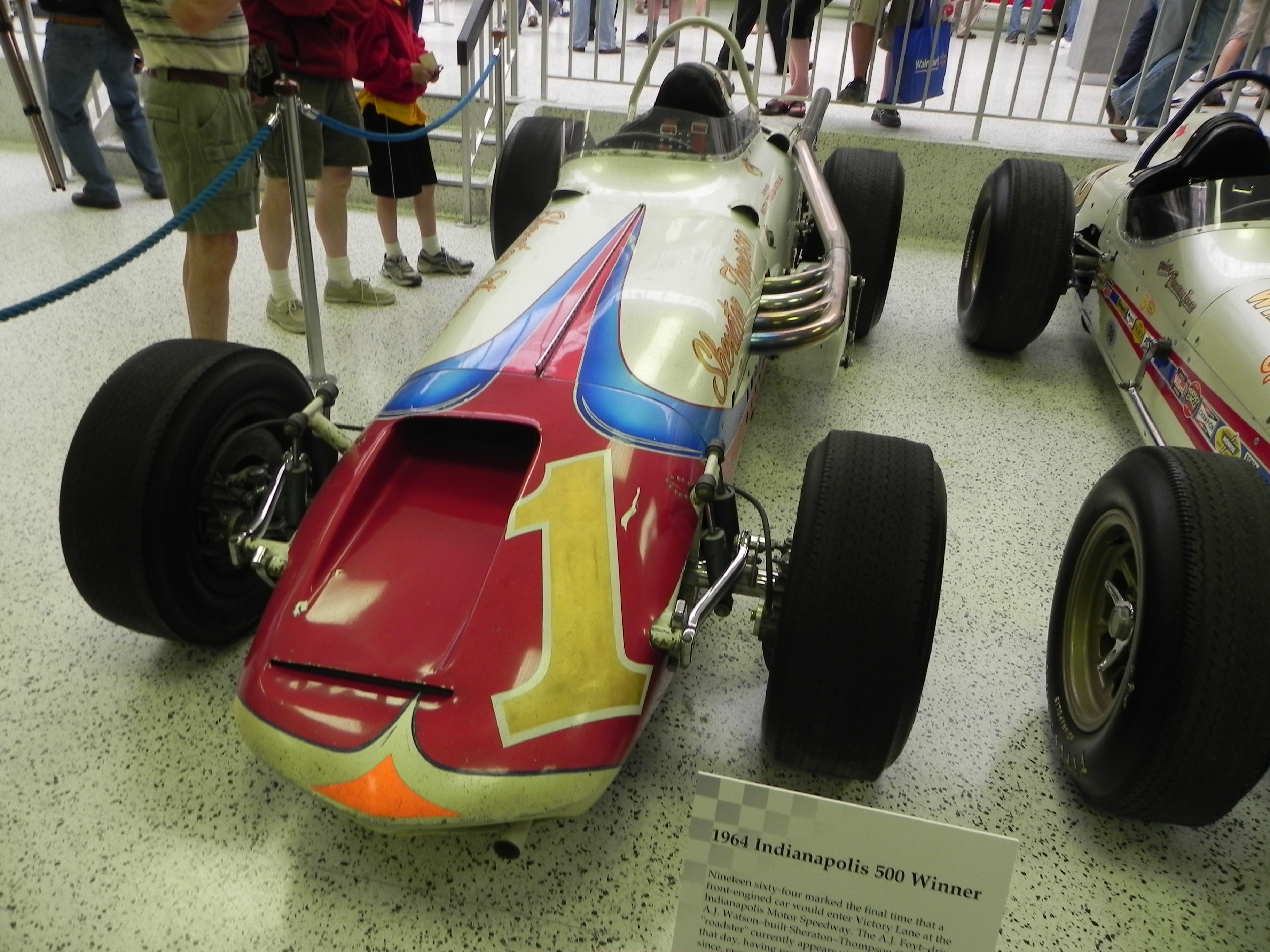
La Watson-Offenhauser d'A. J. Foyt, victorieuse de l'édition 1964 des 500 miles d'Indianapolis.

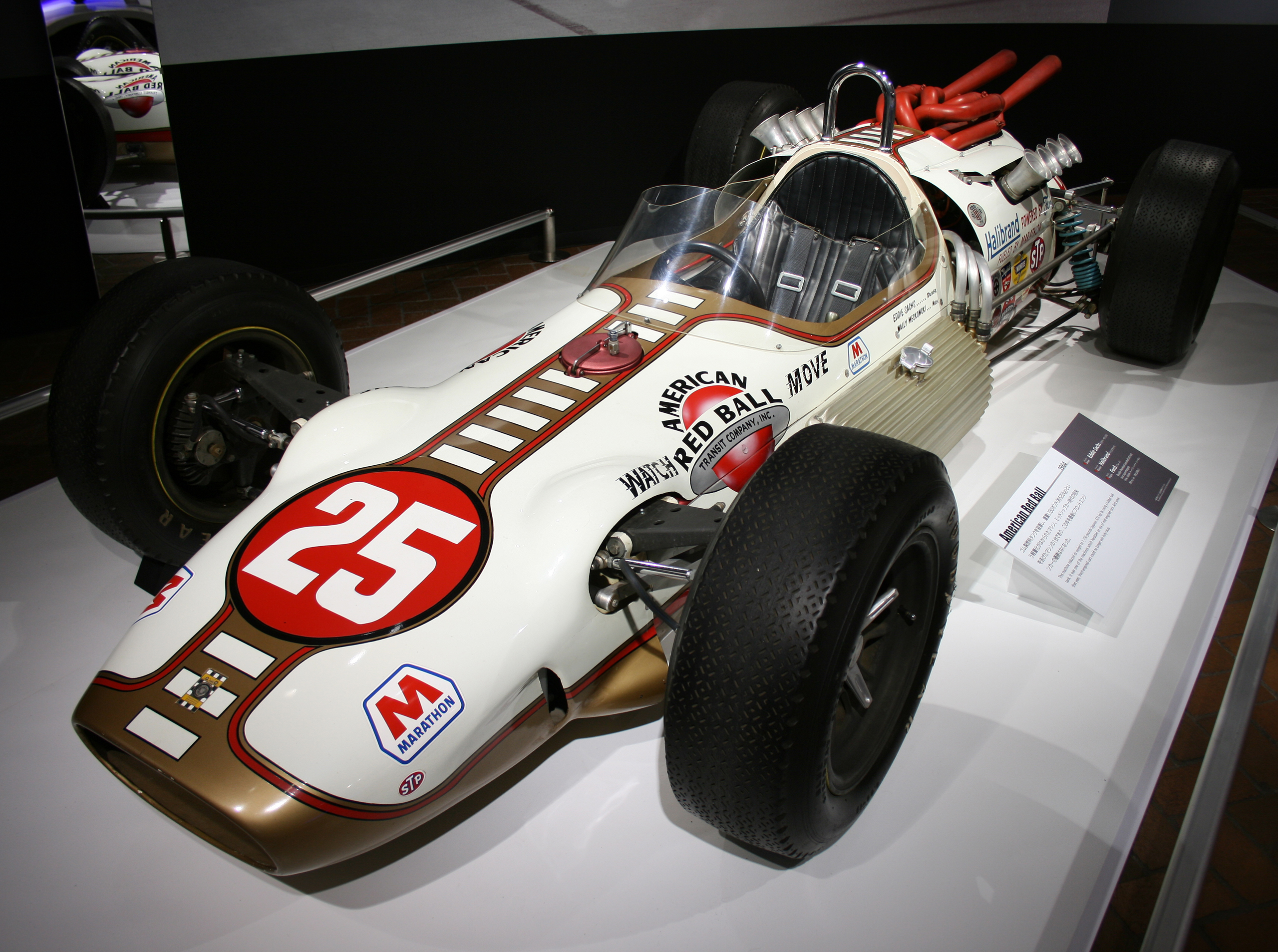
L'American Red Ball Halibrand Ford dans laquelle Eddie Sachs a eu son accident mortel

Les 500 miles d'Indianapolis 1964, courus sur l'Indianapolis Motor Speedway et organisés le samedi 30 mai 1964, ont été remportés par le pilote américain A. J. Foyt sur une Watson-Offenhauser

## Grille de départ
| Ligne | Intérieur      | Milieu          | Extérieur         |
| 1     | Jim Clark      | Bobby Marshman  | Rodger Ward       |
| 2     | Parnelli Jones | A. J. Foyt      | Dan Gurney        |
| 3     | Lloyd Ruby     | Len Sutton      | Don Branson       |
| 4     | Walt Hansgen   | Jim Hurtubise   | Dick Rathmann     |
| 5     | Johnny Boyd    | Dave MacDonald  | Johnny Rutherford |
| 6     | Ronnie Duman   | Eddie Sachs     | Troy Ruttman      |
| 7     | Bud Tingelstad | Bobby Grim      | Johnny White      |
| 8     | Bobby Unser    | Bob Veith       | Eddie Johnson     |
| 9     | Jack Brabham   | Jim McElreath   | Bob Harkey        |
| 10    | Bob Mathouser  | Chuck Stevenson | Art Malone        |
| 11    | Norm Hall      | Bob Wente       | Bill Cheesbourg   |

La pole a été réalisée par Jim Clark à la moyenne de 158,828 mph (255,609 km/h). Il s'agit également du meilleur temps des qualifications.

## Classement final
| no | Pilote             | Voiture               | Tours | Temps/Abandon        |
| 1  | A. J. Foyt         | Watson-Offenhauser    | 200   | 3 h 29 min 35 s 20   |
| 2  | Rodger Ward        | Watson-Ford           | 200   |                      |
| 3  | Lloyd Ruby         | Watson-Offenhauser    | 200   |                      |
| 4  | Johnny White (R)   | Watson-Offenhauser    | 200   |                      |
| 5  | Johnny Boyd        | Kuzma-Offenhauser     | 200   |                      |
| 6  | Bud Tingelstad     | Trevis-Offenhauser    | 198   |                      |
| 7  | Dick Rathmann      | Watson-Offenhauser    | 197   |                      |
| 8  | Bob Harkey (R)     | Watson-Offenhauser    | 197   |                      |
| 9  | Bob Wente (R)      | Trevis-Offenhauser    | 197   |                      |
| 10 | Bobby Grim         | Kurtis-Offenhauser    | 196   |                      |
| 11 | Art Malone         | Kurtis-Novi           | 194   |                      |
| 12 | Don Branson        | Watson-Offenhauser    | 187   | embrayage            |
| 13 | Walt Hansgen (R)   | Huffaker-Offenhauser  | 176   |                      |
| 14 | Jim Hurtubise      | Hurtubise-Offenhauser | 141   | pression d'huile     |
| 15 | Len Sutton         | Vollstedt-Offenhauser | 140   | mécanique            |
| 16 | Bill Cheesbourg    | Epperly-Offenhauser   | 131   | moteur               |
| 17 | Dan Gurney         | Lotus-Ford            | 110   | pneus                |
| 18 | Troy Ruttman       | Watson-Offenhauser    | 99    | accident             |
| 19 | Bob Veith          | Huffaker-Offenhauser  | 88    | moteur               |
| 20 | Jack Brabham       | Brabham-Offenhauser   | 77    | alimentation essence |
| 21 | Jim McElreath      | Kurtis-Novi           | 77    | filtre               |
| 22 | Bob Mathouser (R)  | Walther-Offenhauser   | 77    | freins               |
| 23 | Parnelli Jones     | Watson-Offenhauser    | 55    | incendie             |
| 24 | Jim Clark          | Lotus-Ford            | 47    | suspension           |
| 25 | Bobby Marshman     | Lotus-Ford            | 39    | fuite d'huile        |
| 26 | Eddie Johnson      | Thompson-Ford         | 6     | pompe à essence      |
| 27 | Johnny Rutherford  | Watson-Offenhauser    | 2     | accident             |
| 28 | Chuck Stevenson    | Watson-Offenhauser    | 2     | accident             |
| 29 | Dave MacDonald (R) | Thompson-Ford         | 1     | accident mortel      |
| 30 | Eddie Sachs        | Halibrand-Ford        | 1     | accident mortel      |
| 31 | Ronnie Duman (R)   | Trevis-Offenhauser    | 1     | accident             |
| 32 | Bobby Unser        | Ferguson-Novi         | 1     | accident             |
| 33 | Norm Hall          | Watson-Offenhauser    | 1     | accident             |

Un (R) indique que le pilote était éligible au trophée du "Rookie of the Year" (meilleur débutant de l'année), attribué à Johnny White.

## À noter
- L'épreuve est marquée par un terrible carambolage au deuxième tour, qui coûte la vie au débutant Dave MacDonald et au populaire et expérimenté Eddie Sachs.
- Victime de pneumatiques inadaptés qui le contraignent à l'abandon, Jim Clark rate le coche pour la deuxième année consécutive. La victoire revient à A. J. Foyt, qui signe la dernière victoire à Indianapolis d'une voiture à moteur avant.

## Sources
- (en) Résultats complets sur le site officiel de l'Indy 500